# Chiesa e monastero di Sant'Andrea
La chiesa e monastero di Sant'Andrea erano un complesso di edifici cattolici di Ferrara situati in  via Camposabbionario.

## Storia
Antichissima parrocchiale, venne edificata secondo gli storici locali intorno all'anno Mille. Fu di proprietà del capitolo della cattedrale fino al 1256 e poi dei frati eremitani dell'ordine di Sant'Agostino. L'insediamento degli agostiniani in Sant'Andrea, già presenti in città nel monastero di Sant'Antonio in Polesine, fu voluto da Azzo VII d'Este.
Nel 1438 fu consacrata  in modo solenne da papa Eugenio IV che si trovava a Ferrara per il Concilio ecumenico.

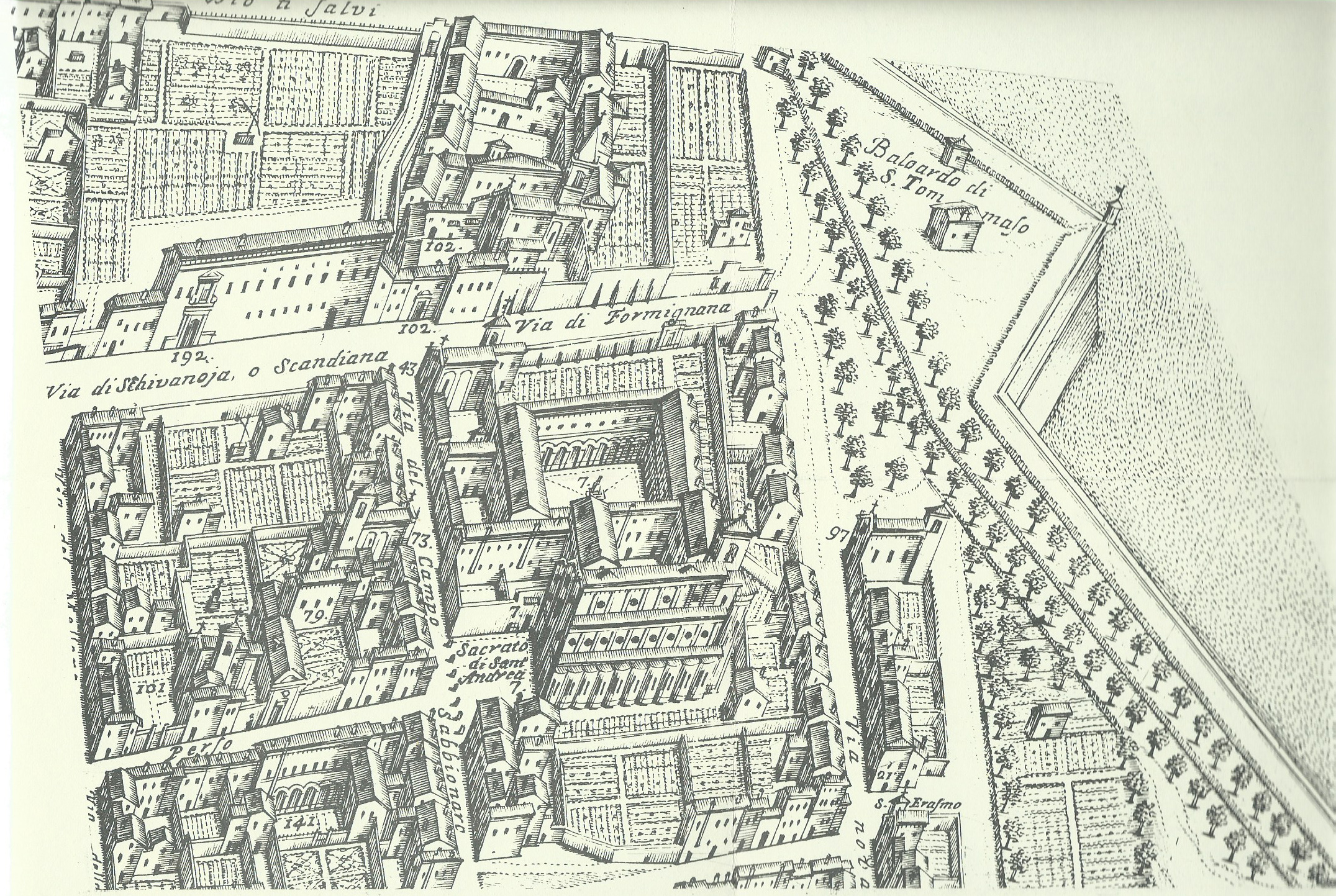
Andrea Bolzoni, Chiesa Sant'Andrea, incisione

Durante la signoria degli Estensi divenne una delle più importanti chiese della città. Vi furono sepolti Biagio Rossetti, Alberto Schiatti, Giovan Battista Aleotti e Giuseppe Mazzuoli detto il Bastarolo.
Parrocchiale sino al 1806, fu adibita a caserma in epoca napoleonica.
Chiusa al culto nel 1866, fu completamente svuotata di bellissimi quadri e arredi che il complesso aveva ricevuto nel tempo con varie donazioni.
Fu ridotta allo stato attuale da successivi crolli (1938) e demolizioni (1969).

## Opere d'arte conservate

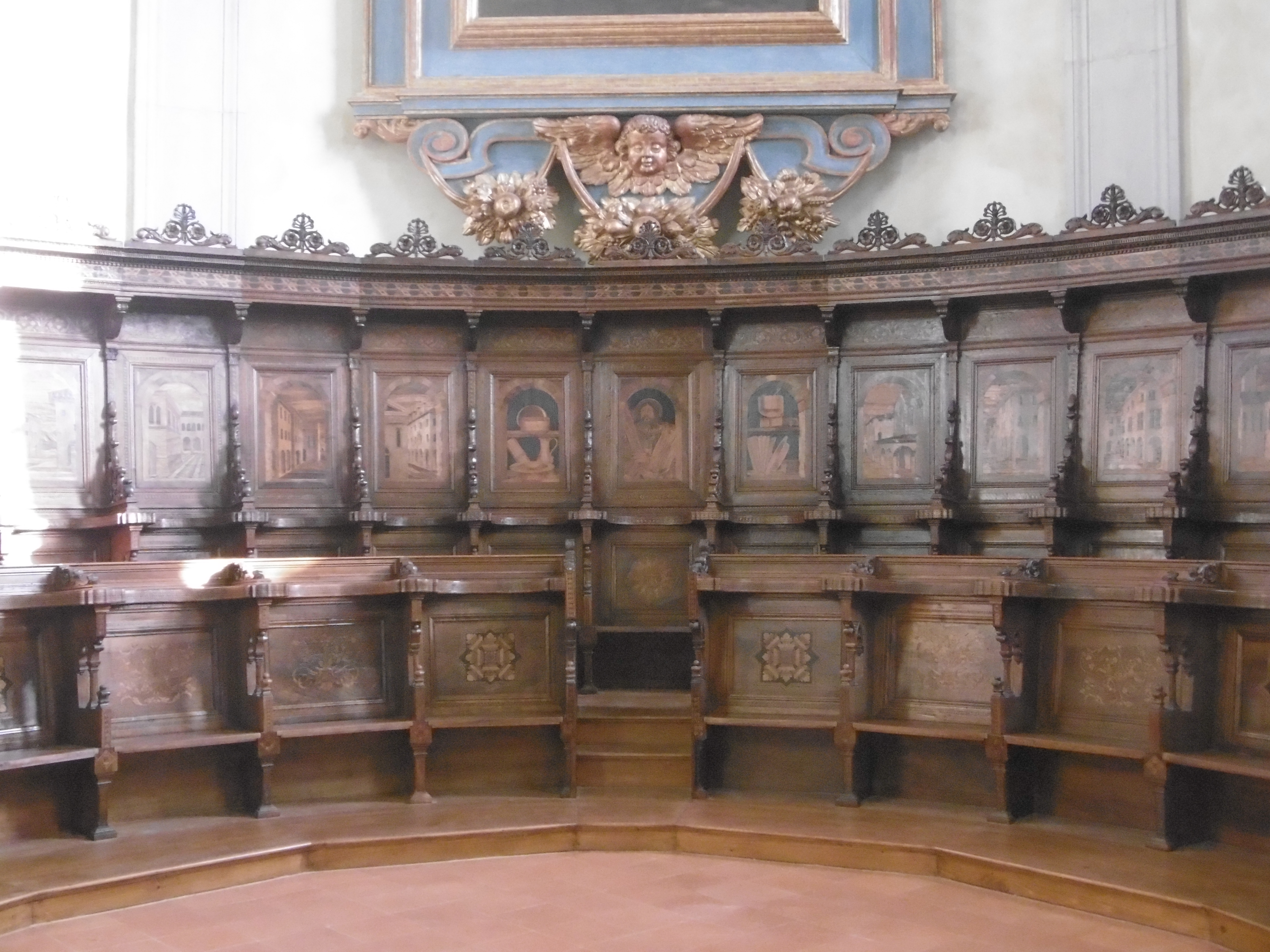
Il coro ligneo proveniente dalla chiesa di Sant'Andrea conservato nella chiesa di San Cristoforo alla Certosa

Nella Pinacoteca nazionale di Ferrara sono conservate diverse opere d'arte provenienti dalla chiesa di Sant'Andrea come gli affreschi con il Trionfo di Sant'Agostino e la Santa Dorotea condotta al martirio (1378 ca.) attribuiti a Serafino de' Serafini; il cosiddetto polittico Costabili (1513 - 1525 ca.), dal nome del committente Antonio Costabili,  realizzato da Benvenuto Tisi da Garofalo e Dosso Dossi. Il polittico era situato molto probabilmente in corrispondenza dell'abside in prossimità dell'altare maggiore e del coro.
Sempre nella pinacoteca è visibile  l'affresco staccato con l'Antico e il Nuovo Testamento (1523) di Benvenuto Tisi da Garofalo proveniente dal refettorio del monastero. Il coro ligneo, con le tarsie attribuite a Pier Antonio degli Abbati, è conservato nella chiesa di San Cristoforo alla Certosa.
Altre importanti testimonianze artistiche provenienti dalla chiesa sono state collocate presso il museo di Casa Romei: una scultura raffigurante San Nicola da Tolentino attribuita ad Alfonso Lombardi, un San Michele Arcangelo di Andrea Ferreri e altre parti di monumenti funebri. Per quanto riguarda la pittura troviamo: frammenti di affreschi del secolo XIII con la Vergine annunciata e l'Angelo annunziante con un Santo; due affreschi di un anonimo pittore di scuola ferrarese degli inizi del XVI secolo San Giacomo della Marca e Sant'Agostino.